# 慕容凱
慕容 凱（ぼよう がい）は、五胡十六国時代の西燕の第3代王。前燕の初代王慕容皝の孫で、宜都王慕容桓の子。『資治通鑑』では慕容顗と表記される。

## 生涯
西燕の更始2年（386年）、部下の意向に沿わなかった慕容沖が部下の反発から殺害され、段随が燕王として擁立された。左僕射慕容恒、尚書慕容永により段随が殺害されると、慕容凱が燕王として擁立された。
即位後は建明と改元し、40万の部族を率いて慕容沖が前秦から奪った長安を離れ、鮮卑の故地を目指したが、間もなく慕容恒の弟である慕容韜により渭南の臨晋で殺害された。次の皇帝には慕容沖の子慕容瑤が擁立され、長安には後秦の姚萇が入城した。